# Шавишвили, Кита Николаевич
Кита Николаевич Шавишвили (25 октября 1923 года, Тбилиси — 2000) — советский хозяйственный, государственный и политический деятель.

## Биография
Кита Шавишвили родился в 1923 году в Тбилиси.
С 1945 года — на хозяйственной, общественной и политической работе. Член КПСС с 1946 года. В 1945—2000 гг. — инструктор ЦК ЛКСМ Грузии, 1-й секретарь районного комитета ЛКСМ Грузии, в ЦК КП(б) Грузии, 1-й секретарь Аджарского областного комитета ЛКСМ Грузии,
2-й секретарь Аджарского областного комитета КП Грузии, 1-й секретарь Самтредского районного комитета КП Грузии, партийный организатор ЦК КП Грузии Самтредского территориального производственного колхозно-совхозного управления, первый заместитель председателя Комитета народного контроля Грузинской ССР, председатель Правления Грузинского республиканского Союза потребительских обществ, руководитель Внешнеэкономического объединения «Грузагроимпэкс».
Избирался депутатом Верховного Совета СССР 6-го созыва, Верховного Совета Грузинской ССР 4-11 созывов.
Умер в 2000 году.